# Independența, Prahova
Independența (în trecut, și Borosul, Borușani, Borusul) este un sat în comuna Gherghița din județul Prahova, Muntenia, România.
Așezarea este atestată documentar în 1429.
Satul Independența era denumit de bătrânii satului Borosu. În punctul denumit "Barosul", au fost descoperite cinci morminte cumane, din secolele al XI–lea–al XII-lea. În satul Independența, au mai fost descoperite și câteva monede de pe vremea lui Mircea cel Bătrân și Sigismund de Luxemburg; ceramică - din epoca medievală și epoca bronzului; cuțite, vârfuri de săgeți și catarame din perioada medievală.
In urma descoperirilor realizate în vara anului 2008, cu ocazia săpăturilor de la șantierul autostrăzii București–Ploiești, pe raza satului Independența, au ieșit la iveală dovezi care certifică faptul că aici a existat o așezare.
Localitatea actuală s-a înființat la 1879, prin împroprietărirea veteranilor războiului român de independență în zona locului denumit Borusul din comuna Gherghița.

## Obiective protejate
Lista oficială cu obiectivele arheologice protejate de Ministerul Culturii in satul Independența
- Situl arheologic de la Independența, ”Pe maidan”
- Așezare, "Pe maidan" sec. XIV Epoca medievală
- Așezare, "Pe maidan" sec. X - XI Epoca medieval timpurie
- Așezare, "Pe maidan", Hallstatt
- Situl arheologic de la Independența, "Malul Roșu"
- Așezare "Malul Roșu", sec. XIV Epoca medievală
- Așezare, "Malul Roșu" sec. X - XI Epoca medievală timpurie